# Comuna de Raszyn
Raszyn (polaco: Gmina Raszyn) é uma gmina (comuna) na Polónia, na voivodia de Mazóvia e no condado de Pruszkowski. A sede do condado é a cidade de Raszynka.
De acordo com os censos de 2004, a comuna tem 19 374 habitantes, com uma densidade 441,4 hab/km².

## Área
Estende-se por uma área de 43,89 km², incluindo:
- área agricola: 65%
- área florestal: 14%

## Demografia
Dados de 30 de Junho 2004:
|                      | Total   | Total | Mulheres | Mulheres | Homens  | Homens |
| -------------------- | ------- | ----- | -------- | -------- | ------- | ------ |
|                      | pessoas | %     | pessoas  | %        | pessoas | %      |
| População            | 19 374  | 100   | 10 031   | 51,8     | 9343    | 48,2   |
| Densidade (pop./km²) | 441,4   | 100   | 228,5    | 228,5    | 212,9   | 212,9  |

De acordo com dados de 2002, o rendimento médio per capita ascendia a 2047,5 zł.

## Comunas vizinhas
- Lesznowola, Michałowice, Nadarzyn, m.st. Warszawa